# Tamara Gałucha
Tamara Gałucha (née Kaliszuk le 20 mars 1990 à Elbląg) est une joueuse de volley-ball polonaise. Elle mesure 1,82 m et joue au poste d'attaquante. Elle totalise 20 sélections en équipe de Pologne.

## Clubs
| Club                       | De        | À         |
| -------------------------- | --------- | --------- |
| Truso Elbląg               | 2002-2003 | 2005-2006 |
| Gedania Gdańsk             | 2006-2007 | 2008-2009 |
| Trefl Sopot                | 2009-2010 | 2009-2010 |
| PTPS Piła                  | 2010-2011 | 2010-2011 |
| PSPS Chemik Police         | 2011-2012 | 2011-2012 |
| Jedynka Aleksandrów Łódzki | 2012-2013 | 2012-2013 |
| Pałac Bydgoszcz            | 2013-2014 | 2013-2014 |
| MKS Dąbrowa Górnicza       | 2014-2015 | 2016-2017 |
| Impel Wrocław              | 2017-2018 | 2017-2018 |
| KS Pałac Bydgoszcz         | 2018-2019 | 2018-2019 |
| KS Developres Rzeszów      | 2019-2020 | …         |

## Palmarès
- Championnat de Pologne
  - Finaliste : 2020.
- Coupe de Pologne
  - Finaliste : 2020.